# リブ・コンサルティング
株式会社リブ・コンサルティング (LiB Consulting co.,ltd) は、東京都中央区に本社を置く日本の経営コンサルティングファーム。2012年に創業され、中堅・ベンチャー企業を中心にコンサルティングを行ってきたが、近年はエンタープライズ領域にも注力しており、大手企業へのコンサルティング実績も多数有している。
「100年後の世界を良くする会社を増やす」をミッションとし、企業の社会的インパクトに着目した支援方針を掲げる。同社は「戦略から実行までを一気通貫で支援する伴走型コンサルティング」を標榜し、急成長企業から成熟企業まで、経営課題の構造化と実行支援を通じて企業変革を推進している。
国内拠点に加えてタイに海外拠点を構えるほか、韓国・中国においてもアライアンス先との連携を通じて、アジア全域をカバーするコンサルティング体制を整えている。2025年時点でグループ社員数は約350名。

## 競合
同業の主な競合他社としてデロイトトーマツコンサルティング、PwCコンサルティング、EYストラテジー・アンド・コンサルティング、KPMGコンサルティング、リヴァンプ、フロンティアマネジメント、イグニッションポイント等がある。

## ランキング
- Institute Japan「働きがいのある会社ランキング」11年連続ベストカンパニーに選出[2]
- リンクアンドモチベーション主催「ベストモチベーションカンパニーアワード」に4年連続選出[3]
- ONE CAREER「 就活クチコミアワード最高賞 GOLD」を4年連続受賞[4]
- 外資就活総合研究所「2027年卒 就活人気企業ランキング (2025年6月)」4位[5]
- 雑誌「経済界」 2016年注目企業33に選出

## 主な出版物
- 日本企業が韓国企業に勝つ4つの方法（香月義嗣（著）/中経出版/2013年）
- 経営戦略としての紹介営業（関巌（著）/あさ出版/2015年）
- アクセル デジタル時代の営業 最強の教科書（マーク・ロベルジュ（著）、神田 昌典、リブ・コンサルティング（監訳）、門田美鈴（翻訳）/祥伝社/2017年）
- おもてなし幻想 デジタル時代の顧客満足と収益の関係（マシュー・ディクソン、ニック・トーマン、リック・デリシ（共著）神田 昌典、リブ・コンサルティング（日本語版監修）安藤 貴子（翻訳）/実業之日本社/2018年）
- 隠れたキーマンを探せ!データが解明した最新B2B営業法（マシュー・ディクソン、ブレント・アダムソン、パット・スペナー（共著）神田 昌典、リブ・コンサルティング（日本語版監修）三木 俊哉（翻訳）/実業之日本社/2018年）
- モンスター組織　停滞・混沌・沈没…8つの復活ストーリー（リブ・コンサルティング（著）、権田 和士（監修）/実業之日本社/2019年）
- ストックセールス 顧客が雪だるま式に増えていく「4つのメッセージモデル」（エリック・ピーターソン、ティム・リーステラー（共著）、神田 昌典、リブ・コンサルティング（監修）、福井 久美子（翻訳）/実業之日本社/2021年）
- EVX（EVトランスフォーメーション）～EVシフトにより生まれる新たな事業へのアプローチとは～（西口恒一郎、切通英樹、横山賢治（共著）/プレジデント社/2022年）
- アジア進出企業の経営 成功のメカニズム――待ち受ける「落とし穴」を予見し、回避することでプレゼンスを高める！（香月 義嗣、Ben、Pez、Mai、Min（共著）/プレジデント社/2023年）
- 「建設業界」×「不動産業界」×「住宅業界」 Innovate for Redesign　～産業構造を変革し、次世代型ビジネスの実現を～（篠原健太（著）/プレジデント社/2024年）